# Ars-sur-Formans
Ars-sur-Formans je obec ve východní  Francii v regionu Auvergne-Rhône-Alpes v departementu Ain. Žije zde  obyvatel. Leží 33 kilometrů severně od Lyonu a 10 kilometrů východně od Villefranche-sur-Saône v samotném středu regionu Dombes. 